# دیوید اگبی
دیوید اگبی (انگلیسی: David Eggby؛ زادهٔ ۱۹۵۰ میلادی) فیلم‌بردار اهل بریتانیا است.
از فیلم‌ها یا برنامه‌های تلویزیونی که وی در آن نقش داشته است، می‌توان به به ناخواهری از سیاره عجیب و غریب، غرب رؤیایی، ۲۲، ریدیک، آیرونکلاد، راز موناکر، آندرداگ، تفنگدار دریایی، گورخر مسابقه، سفر به اروپا، اسکوبی-دو، داندی کروکودیل در لس آنجلس، قیرگون، برق‌آسا، روشنی روز، اژدهادل، جک برق‌آسا، اژدها: داستان بروس لی، قلعه، کانزاس، غارتگر و ویروس اشاره کرد.